# Europäische Bewegung Schweiz

Logo Europäische Bewegung Schweiz

Die Europäische Bewegung Schweiz (französisch: Mouvement européen Suisse; italienisch: Movimento europeo Svizzera; bis 2021 «Neue Europäische Bewegung Schweiz (NEBS)») ist eine unabhängige und überparteiliche politische Organisation, die sich seit 1934 für eine europäische Zukunft engagiert. Sie fördert die aktive Beteiligung der Schweiz in den europäischen Institutionen und setzt sich für die Weiterentwicklung der Beziehungen zur Europäischen Union ein. Sie informiert, vernetzt und trägt dazu bei, das Bewusstsein der europäischen Zusammengehörigkeit zu stärken. Sie ist unabhängig, überparteilich und wirkt konstruktiv.
Der Verein verfügt nach eigenen Angaben über ein Beziehungsnetz im eidgenössischen Parlament sowie in Kreisen der Wirtschaft, Wissenschaft und Kultur. Sie kann auf die Unterstützung durch rund 5'000 Mitglieder und Sympathisanten zählen, die in Sektionen und regionalen Gruppen organisiert sind. Ferner wird sie verstärkt durch eine aktive und wachsende Jugendorganisation, die young european swiss | yes.

## Ziele
Die Europäische Bewegung Schweiz engagiert sich auf zwei Ebenen: Einerseits informiert sie die Bevölkerung über die Entwicklungen der Schweizer Europapolitik sowie die Entwicklungen innerhalb der Europäischen Union und deren Auswirkungen auf die Schweiz. Sie leistet Informations-, Vernetzungs- und Bildungsarbeit. Anderseits verfolgt sie die politische Diskussion innerhalb des Landes, kommentiert Integrationsschritte, unterstützt und koordiniert proeuropäische Parlamentarier und leistet politische Überzeugungsarbeit. Der Verein unterstützt die Vertiefung und Intensivierung der Zusammenarbeit zwischen der Schweiz und der Europäischen Union und setzt sich für den Beitritt der Schweiz zur Europäischen Union ein.
Auf internationaler Ebene setzt sich die Europäische Bewegung Schweiz für die stärkere Beteiligung der Bürger an den Entscheidprozessen in der Europäischen Union ein.

## Organisation
Die Generalversammlung ist das oberste Organ. Stimmberechtigt sind alle Mitglieder. Die Generalversammlung bestimmt den Rahmen für die Aktivitäten der Organisation und wählt den Vorstand, die Revisionsstelle und das Präsidium. Die einmal jährlich stattfindende Generalversammlung befindet über Statutenänderungen, genehmigt die Jahresrechnung, wählt den Vorstand und erteilt ihm die Décharge.
Der Vorstand ist verantwortlich für die Entwicklung der Strategien. Er wird für jeweils zwei Jahre gewählt. Seit Oktober 2020 ist Eric Nussbaumer Präsident der Europäische Bewegung Schweiz. Er übernahm das Amt von Martin Naef (alt Nationalrat, SP/ZH) und François Cherix (2014–2020); sie folgten auf Christa Markwalder (alt Nationalrätin, FDP/BE), die von 2006 bis 2014 das Präsidium führte. Im Vize-Präsidium sind ebenfalls Nationalrätin Sibel Arslan (Grüne/BS), Dominik Elser, Nationalrat Vincent Maitre (Mitte/GE), Grossrätin Riccarda Schaller (GLP/LU) und Chantal Tauxe.
Das Sekretariat ist die Stabsstelle, das für die Umsetzung der Strategien sowie für das Tagesgeschäft zuständig ist. Es ist Anlaufstelle für alle Anfragen und unterstützt die Sektionen, regionalen Gruppen und die  yes organisatorisch und logistisch. Die Sektionen und regionalen Gruppen der Europäische Bewegung Schweiz stellen darüber hinaus die Präsenz der Organisation in den Regionen der Schweiz sicher. Seit 2018 wird das Sekretariat von Raphaël Bez geleitet.
Auf europäischer Ebene ist der Verein Mitgliedorganisation der Europäischen Bewegung International (EBI) sowie Sektion und Gründungsmitglied der Union Europäischer Föderalisten (UEF).

## Aktivitäten
Die wichtigsten Tätigkeiten sind Informations- und Überzeugungsarbeit sowie Projekte und Kampagnen zur Mobilisierung für eine Vertiefung und Intensivierung der Zusammenarbeit zwischen der Schweiz und der Europäischen Union.

### Überzeugungsarbeit
Die Europäische Bewegung lanciert Kampagnen und bezieht Position in politischen Debatten, u. a. im Parlament, bei Wahlen und durch Abstimmungs- und Sensibilisierungskampagnen. So engagiert sich die Europäische Bewegung Schweiz aktiv in den Abstimmungskampagnen zu europäischen Themen wie z. B. Schengen, Personenfreizügigkeit, Kohäsion, Gegenvorschlag zu RASA mit Publikationen, Aktionen und Kampagnen.

#### Europapreis
Alle zwei Jahre verleiht der Verein den «Europapreis». Ausgezeichnet werden Persönlichkeiten in der Schweiz, deren Aktivitäten und Positionen dazu beigetragen haben, die europäische Idee in der Schweiz zu fördern und die Debatte über den Platz und die Rolle der Schweiz in Europa zu bereichern.

#### Die parlamentarische Gruppe «Schweiz-Europäische Union»
Der Verein betreut das Sekretariat der parlamentarischen Gruppe (Freundschaftsgruppe) «Schweiz-Europäische Union». Die Gruppe fördert die Debatte über die Zukunft der Schweiz in Europa. Sie setzt sich aus Parlamentariern verschiedener Parteien zusammen, die für eine Vertiefung der Beziehungen zwischen der Schweiz und der Europäischen Union stehen.

### Informationsarbeit
Zweimal pro Jahr erscheint das Magazin europa.ch, das über aktuelle Themen in der Europäischen Union und in der schweizerischen Europapolitik informiert. Der Verein organisiert ausserdem regelmässig Gruppenreisen nach Strassburg und Brüssel, veröffentlicht verschiedene Informationsmaterialien (darunter jeden Montag elektronisch das That's Europe Weekly zur Tagesordnung der europäischen Institutionen) und veranstaltet Events wie beispielsweise im Rahmen seiner jährlichen Europatour mit den Sektionen.

### Koordinationsarbeit
Die Europäische Bewegung Schweiz war Gründungsmitglied der Europaplattform Schweiz/Plattform-Schweiz-Europa (2015–2025) und führt seit 2025 die Koordinationsplattform Europa, welche zur Koordination der proeuropäischen Organisationen in der Schweiz mithilft.

## Geschichte

### Vorgeschichte
Am 24. Juni 1934 wurde im Kino «Capitol» in Basel die Europa-Union, Schweizerische Bewegung für die Einigung Europas mit der Vision gegründet, die «Vereinigten Staaten von Europa» zu schaffen. Die Idee war ein demokratischer Bundesstaat, der als Damm gegen die nationalsozialistische Gefahr wirken sollte. Seit der Nachkriegszeit hat die Europäische Bewegung aktiv dazu beigetragen, diejenigen zu vereinen, die sich für die Rückkehr zu Frieden, Wohlstand und Sicherheit in Europa einsetzten. Damit hat sie zur Entstehung der europäischen Institutionen beigetragen. Sie fördert weiterhin eine stärkere Einheit der europäischen Völker und Staaten. Auf nationaler Ebene hat sich die Europäische Bewegung stets für eine offene Aussenpolitik und eine aktive Beteiligung in den europäischen Institutionen starkgemacht, um mehr Souveränität, Wohlstand und Sicherheit zu erreichen.

### Neue Europäische Bewegung Schweiz (1998–2021)
Die «Neue Europäische Bewegung Schweiz (NEBS)» wurde im Januar 1998 aus der Fusion unterschiedlicher proeuropäischer Gruppierungen («Geboren am 7. Dezember», «Renaissance Suisse-Europe», «Geboren 1848» und der «Europäischen Bewegung Schweiz EBS») gegründet. Erster Präsident wird Marc F. Suter (FDP/BE). Jean-Pascal Delamuraz (FDP/VD) und Christiane Brunner (SP/GE) werden zu Ehrenpräsidenten ernannt. Kurz darauf wurde auch die Jugendorganisation, die young european swiss | yes, gegründet.
Am 21. Februar 1995 lancierten die proeuropäischen Organisationen «Geboren am 7. Dezember», «Renaissance Suisse-Europe», «Geboren 1848» und der «Europäischen Bewegung Schweiz EBS» zusammen die Volksinitiative «Ja zu Europa», die sofortige Beitrittsverhandlungen mit der EU verlangte. Die Initiative wurde am 30. Juli 1996 mit 106'442 gültigen Unterschriften eingereicht und kam am 4. März 2001 zur Abstimmung. Die Initiative wurde mit 77 % Nein zu 23 % Ja und von allen Kantonen abgelehnt (Stimmbeteiligung: 55,1 %). Ausschlaggebend für das deutliche Nein war nicht zuletzt der Zeitpunkt der Abstimmung. Die bilateralen Verträge der Schweiz mit der EU («Bilaterale I») waren erst knapp ein Jahr zuvor vom Schweizer Volk genehmigt worden (21. Mai 2000). Viele Bürger und Politiker wollten erst einmal abwarten, um den Erfolg oder Misserfolg des «bilateralen Weges» abschätzen zu können, bevor weitere Schritte der Integration unternommen werden sollten.
In ihren ersten 10 Jahren Existenz konnte die Europäische Bewegung Schweiz hochkarätige Persönlichkeiten aus Politik, Wirtschaft, Wissenschaft, Kultur und Zivilgesellschaft dafür gewinnen, sich öffentlich für den Beitritt zu engagieren.
Ein Beispiel dafür sind die Kampagnen «Ja zu Europa» (2000) sowie das von der Europäische Bewegung Schweiz lancierte Europamanifest (2004) und die internationale Konferenz der Europäischen Föderalisten an ihrem Gründungsort in Hertenstein (2006). Ferner hat sich die Europäische Bewegung Schweiz seit ihrer Gründung in den vier wichtigsten europapolitischen Volksabstimmungen mit progressiven Kampagnen positioniert und damit allen Pro-Europäern in der Schweiz eine Stimme gegeben. Auch in anderen Öffnungsvorlagen, wie beispielsweise dem Schweizer Beitritt zur Uno (2002), dem Beitritt zu den Abkommen von Schengen und Dublin im Rahmen der «Bilateralen II» sowie der Ausdehnung der Personenfreizügigkeit (2005), dem Einsatz gegen die Masseneinwanderungsinitiative (2014) sowie gegen die Selbstbestimmungsinitiative (2016/17) engagierte sich die Europäische Bewegung Schweiz aktiv und an vorderster Front.

### Europäische Bewegung Schweiz (bis 1998 und seit 2021)
An der Generalversammlung 2021 nahm die NEBS eine Namensänderung vor und nennt sich seither (wieder) Europäische Bewegung Schweiz. Im Zentrum stehen ganz einfach die Bewegung und Europa. Diese Namensänderung war nach über 20 Jahren als Neue Europäische Bewegung Schweiz (NEBS) fällig und zielte darauf ab, die europäischen Ambitionen der Bewegung zu unterstreichen und diese noch sichtbarer zu machen.
Der neue Name trägt auch der historischen Einordnung und den europäischen Wurzeln Rechnung, da es sich um die Schweizer Sektion der Europäischen Bewegung International und der Union Europäischer Föderalisten handelt. Verbunden mit der Namensänderung gab sich die Europäische Bewegung auch einen neuen grafischen Auftritt mit neuem Logo.